# Sommer-Universiade 2019/Judo
Bei der Sommer-Universiade 2019 wurden vom 4. bis 7. Juli 2019 insgesamt 14 Wettbewerbe im Judo durchgeführt.

## Ergebnisse Männer

### Federgewicht bis 66 kg
| Rang | Athlet                 | Nation    |
| ---- | ---------------------- | --------- |
| 1    | Denis Vieru            | Moldau    |
| 2    | Ranto Katsura          | Japan     |
| 3    | Willian Lima           | Brasilien |
| 3    | Ismail Tschassygow     | Russland  |
| 5    | Bence Boros            | Ungarn    |
| 5    | Lucian Borş-Dumitrescu | Rumänien  |

6. Juli

### Leichtgewicht bis 73 kg
| Rang | Athlet                      | Nation        |
| ---- | --------------------------- | ------------- |
| 1    | Jewgeni Prokoptschuk        | Russland      |
| 2    | Hidayət Heydərov            | Aserbaidschan |
| 3    | Kim Chol-gwang              | Nordkorea     |
| 3    | Khikmatillokh Turayev       | Usbekistan    |
| 5    | Tsend-Otschiryn Tsogtbaatar | Mongolei      |
| 5    | Marko Gusić                 | Montenegro    |

5. Juli

### Weltergewicht bis 81 kg
| Rang | Athlet              | Nation      |
| ---- | ------------------- | ----------- |
| 1    | Hikaru Tomokiyo     | Japan       |
| 2    | Lee Moon-jin        | Südkorea    |
| 3    | Dorin Gotonoaga     | Moldau      |
| 3    | Tato Grigalaschwili | Georgien    |
| 5    | Janosch Hunfeld     | Deutschland |
| 5    | Abas Asisow         | Russland    |

5. Juli

### Mittelgewicht bis 90 kg
| Rang | Athlet          | Nation     |
| ---- | --------------- | ---------- |
| 1    | Johannes Pacher | Österreich |
| 2    | Lascha Bekauri  | Georgien   |
| 3    | Gustavo Assis   | Brasilien  |
| 3    | Krisztián Tóth  | Ungarn     |
| 5    | Iurie Mocanu    | Moldau     |
| 5    | Mert Şişmanlar  | Türkei     |

4. Juli

### Halbschwergewicht bis 100 kg
| Rang | Athlet                 | Nation     |
| ---- | ---------------------- | ---------- |
| 1    | Ruslan Schachbasow     | Russland   |
| 2    | Kanta Nakano           | Japan      |
| 3    | Kim Min-jong           | Südkorea   |
| 3    | Muhammadkarim Xurramov | Usbekistan |

4. Juli

### Offene Gewichtsklasse
| Rang | Athlet              | Nation        |
| ---- | ------------------- | ------------- |
| 1    | Ghalymschan Krikbaj | Kasachstan    |
| 2    | Hadrian Livolsi     | Frankreich    |
| 3    | Jur Spijkers        | Niederlande   |
| 3    | Davlat Bobonov      | Usbekistan    |
| 5    | Erlan Scherow       | Kirgisistan   |
| 5    | Rompao Kozoiew      | Aserbaidschan |

6. Juli

### Mannschaftswettkampf
| Rang | Nation        | Athleten                                                                            |
| ---- | ------------- | ----------------------------------------------------------------------------------- |
| 1    | Russland      | Abas Asisow Ismail Tschassygow Roman Donzow Jewgeni Prokoptschuk Ruslan Schachbasow |
| 2    | Südkorea      | Kang Heon-cheol Kim Min-jong Kim Tae-ho Lee Moon-jin Shin Ho                        |
| 3    | Aserbaidschan | Ibrahim Alijew Murad Fatijew Hidayət Heydərov Rustam Kozojew Aljumar Tumajew        |
| 3    | Japan         | Hideyuki Ishigooka Ranto Katsura Kanta Nakano Gōki Tajima Hikaru Tomokiyo           |

7. Juli

## Ergebnisse Frauen

### Federgewicht bis 52 kg
| Rang | Athlet             | Nation      |
| ---- | ------------------ | ----------- |
| 1    | Ryoko Takeda       | Japan       |
| 2    | Park Da-sol        | Südkorea    |
| 3    | Diyora Keldiyorova | Usbekistan  |
| 3    | Darja Bobrikowa    | Russland    |
| 5    | Annika Würfel      | Deutschland |
| 5    | Cristina Blanaru   | Rumänien    |

6. Juli

### Leichtgewicht bis 57 kg
| Rang | Athlet             | Nation     |
| ---- | ------------------ | ---------- |
| 1    | Kana Tomizawa      | Japan      |
| 2    | Gaetane Debertd    | Frankreich |
| 3    | Natalja Golomidowa | Russland   |
| 3    | Kim Ji-su          | Südkorea   |
| 5    | Ketelyn Nascimento | Brasilien  |
| 5    | Marija Skora       | Ukraine    |

5. Juli

### Weltergewicht bis 63 kg
| Rang | Athlet                 | Nation      |
| ---- | ---------------------- | ----------- |
| 1    | Nana Kota              | Japan       |
| 2    | Geke van den Berg      | Niederlande |
| 3    | Kamila Badurowa        | Russland    |
| 3    | Baasanjargal Bayartbat | Mongolei    |
| 5    | Renata Zachová         | Tschechien  |
| 5    | Han Hee-ju             | Südkorea    |

5. Juli

### Mittelgewicht bis 70 kg
| Rang | Athlet              | Nation      |
| ---- | ------------------- | ----------- |
| 1    | Shiho Tanaka        | Japan       |
| 2    | Madina Taimasowa    | Russland    |
| 3    | Sarah Maekelburg    | Deutschland |
| 3    | Hanna Antykalo      | Ukraine     |
| 5    | Wiktoryja Nowikawa  | Belarus     |
| 5    | Gulnoza Matniyazova | Usbekistan  |

4. Juli

### Halbschwergewicht bis 78 kg
| Rang | Athlet            | Nation   |
| ---- | ----------------- | -------- |
| 1    | Han Mi-jin        | Südkorea |
| 2    | Maya Akiba        | Japan    |
| 3    | Anna Guschtschina | Russland |
| 3    | Sebile Akbulut    | Türkei   |

4. Juli

### Offene Gewichtsklasse
| Rang | Athlet                | Nation     |
| ---- | --------------------- | ---------- |
| 1    | Maya Akiba            | Japan      |
| 2    | Han Mi-jin            | Südkorea   |
| 3    | Sebile Akbulut        | Türkei     |
| 3    | Sibilla Faccholli     | Brasilien  |
| 5    | Jovana Peković        | Montenegro |
| 5    | Gandiimaa Erdenebileg | Mongolei   |

6. Juli

### Mannschaftswettkampf
| Rang | Nation      | Athletinnen                                                                           |
| ---- | ----------- | ------------------------------------------------------------------------------------- |
| 1    | Japan       | Maya Akiba Nana Kota Ryoko Takeda Shiho Tanaka Kana Tomizawa                          |
| 2    | Russland    | Kamila Badurowa Darja Bobrikowa Natalja Golomidowa Anna Guschtschina Madina Taimasowa |
| 3    | Deutschland | Renée Lucht Sarah Maekelburg Lara Reimann Pauline Starke Annika Würfel                |
| 3    | Südkorea    | Han Hee-ju Han Mi-jin Kim Ji-su Lee Ye-won Park Da-sol                                |

7. Juli